# Bruna Lovisolo
Bruna Lovisolo (Torino, 6 marzo 1951) è una mezzofondista italiana.

## Biografia
In carriera ha collezionato cinque titoli italiani, dei quali uno nella staffetta 3×2×1 giro indoor, due nella staffetta 4×800 metri, uno nella staffetta 4×1500 metri e uno nei 3000 metri piani: in quest'ultima disciplina fu la prima donna a indossare la maglia di campionessa italiana nel 1970.
A livello internazionale ha indossato due volte la maglia azzurra ai campionati del mondo di corsa campestre di Waregem 1973, dove si classificò quarantaseiesima, e ai mondiali di corsa campestre di Monza 1974, dove a livello individuale concluse la gara in ventiseiesima posizione, contribuendo alla conquista della medaglia d'argento a squadre per il team italiano.

## Palmarès
| Anno | Manifestazione    | Sede    | Evento               | Risultato | Prestazione | Note |
| ---- | ----------------- | ------- | -------------------- | --------- | ----------- | ---- |
| 1973 | Mondiali di cross | Waregem | Individuale seniores | 46ª       | n/d         |      |
| 1974 | Mondiali di cross | Monza   | Individuale seniores | 26ª       | 13'34"2     |      |
| 1974 | Mondiali di cross | Monza   | A squadre seniores   | Argento   | 50 p.       |      |

## Campionati nazionali
- 1 volta campionessa italiana assoluta dei 3000 metri piani (1972)
- 2 volte campionessa italiana assoluta della staffetta 4×800 metri (1970, 1974)
- 1 volta campionessa italiana assoluta della staffetta 4×1500 metri (1974)
- 1 volta campionessa italiana assoluta della staffetta 3×2×1 giro indoor (1970)

1970
- Oro ai campionati italiani assoluti indoor, staffetta 3×2×1 giro - 3'06"9
- Oro ai campionati italiani assoluti, staffetta 4×800 metri - 9'37"4

1972
- Oro ai campionati italiani assoluti, 3000 metri piani - 9'45"0

1974
- Oro ai campionati italiani assoluti, staffetta 4×800 metri - 9'01"6
- Oro ai campionati italiani assoluti, staffetta 4×1500 metri - 18'57"8